# Saski Baskonia 1992-1993
Questa voce raccoglie le informazioni riguardanti il Saski Baskonia nelle competizioni ufficiali della stagione 1992-1993.

## Stagione
La stagione 1992-1993 del Saski Baskonia è la 20ª nel massimo campionato spagnolo di pallacanestro, la Liga ACB.
All'inizio della nuova stagione la Federazione decise di modificare il regolamento riguardo al numero di giocatori stranieri consentiti per ogni squadra che così venne allargato a tre.

## Roster
Aggiornato al 4 dicembre 2021.
| Taugrés Baskonia 1992-93 | Taugrés Baskonia 1992-93 |
| Giocatori                | Staff tecnico            |
| ------------------------ | ------------------------ |

| N. | Naz.                                           | Ruolo | Nome                    | Anno | Alt.   | Peso   |  |
| -- | ---------------------------------------------- | ----- | ----------------------- | ---- | ------ | ------ |  |
| 4  | Argentina (bandiera) · Spagna (bandiera)       | AG    | Marcelo Nicola          | 1971 | 207 cm | 102 kg |  |
| 5  | Porto Rico (bandiera) · Spagna (bandiera)      | C     | Ramón Rivas             | 1966 | 208 cm | 120 kg |  |
| 6  | Rep. Dominicana (bandiera) · Spagna (bandiera) | A     | Chicho Sibilio          | 1958 | 200 cm | 92 kg  |  |
| 7  | Spagna (bandiera)                              | P     | Pablo Laso              | 1967 | 177 cm | 74 kg  |  |
| 8  | Stati Uniti (bandiera)                         | AG    | Joe Arlauckas           | 1965 | 204 cm | 104 kg |  |
| 9  | Stati Uniti (bandiera)                         | AP    | Randolph Keys           | 1966 | 201 cm | 88 kg  |  |
| 9  | Stati Uniti (bandiera)                         | AG    | Matt Steigenga          | 1970 | 202 cm | 102 kg |  |
| 9  | Stati Uniti (bandiera)                         | AP    | Roland Gray             | 1967 | 197 cm |        |  |
| 10 | Stati Uniti (bandiera)                         | G     | Scooter Barry           | 1966 | 189 cm |        |  |
| 10 | Porto Rico (bandiera)                          | PG    | James Carter            | 1964 | 182 cm | 90 kg  |  |
| 11 | Spagna (bandiera)                              | C     | Román Carbajo           | 1967 | 204 cm |        |  |
| 12 | Spagna (bandiera)                              | AP    | Enrique Villalobos      | 1965 | 194 cm |        |  |
| 12 | Bulgaria (bandiera)                            | C     | Georgi Gluškov          | 1960 | 209 cm | 106 kg |  |
| 12 | Stati Uniti (bandiera)                         | C     | Tom Copa                | 1964 | 208 cm | 120 kg |  |
| 14 | Spagna (bandiera)                              | P     | Carlos Dicenta          | 1965 | 187 cm |        |  |
| 15 | Spagna (bandiera)                              | A     | Iñaki Gómez             | 1973 | 198 cm |        |  |
| -  | Spagna (bandiera)                              | P     | Juan Pedro Cazorla      | 1976 | 190 cm |        |  |
| -  | Spagna (bandiera)                              | AG    | Pedro Eusebio Rodríguez | 1974 | 201 cm |        |  |

| Allenatore                                                           |
| - Herb Brown (fino al 22 novembre) - Iñaki Iriarte (dal 23 novembre) |
| Assistente/i                                                         |
| - Paco García Legenda - (C) Capitano - (IN) Inattivo - Infortunato   |

## Mercato

### Sessione estiva
| Acquisti | Acquisti           | Acquisti      | Acquisti      | Acquisti |
| R.a      | Nome               | da            | Modalità      |          |
| -------- | ------------------ | ------------- | ------------- | -------- |
| AP       | Enrique Villalobos | Real Madrid   | definitivo    |          |
| C        | Román Carbajo      | Caja Bilbao   | definitivo    |          |
| G        | Scooter Barry      | Braunschweig  | definitivo    |          |
| AP       | Randolph Keys      | Racing Parigi | fine prestito |          |

| Cessioni | Cessioni           | Cessioni          | Cessioni       | Cessioni |
| R.       | Nome               | a                 | Modalità       |          |
| -------- | ------------------ | ----------------- | -------------- | -------- |
| AG       | Santi Abad         | Murcia            | fine contratto |          |
| P        | David Sala         | León              | fine contratto |          |
| A        | Miguel Angel Juane | Granada           | fine contratto |          |
| C        | David Wood         | San Antonio Spurs | fine contratto |          |
| G        | Jorge García       | León              | fine contratto |          |

### Dopo l'inizio della stagione
| Acquisti | Acquisti       | Acquisti           | Acquisti          | Acquisti   |
| R.       | Nome           | da                 | Data              | Modalità   |
| -------- | -------------- | ------------------ | ----------------- | ---------- |
| PG       | James Carter   | Brujos de Guayama  | 28 settembre 1992 | definitivo |
| AG       | Matt Steigenga | Free agent         | 1 ottobre 1992    | definitivo |
| C        | Georgi Gluškov | Free agent         | dicembre 1992     | definitivo |
| AP       | Roland Gray    | Fargo Fever        | gennaio 1993      | definitivo |
| C        | Tom Copa       | La Crosse Catbirds | gennaio 1993      | definitivo |

| Cessioni | Cessioni           | Cessioni          | Cessioni      | Cessioni       |
| R.       | Nome               | a                 | Data          | Modalità       |
| -------- | ------------------ | ----------------- | ------------- | -------------- |
| PG       | James Carter       | Brujos de Guayama | novembre 1992 | fine contratto |
| AG       | Matt Steigenga     | Gr. Rapids Hoops  | novembre 1992 | fine contratto |
| AP       | Enrique Villalobos | Murcia            | dicembre 1992 | fine contratto |
| G        | Scooter Barry      | Wichita F. Texans | dicembre 1992 | rescissione    |
| AP       | Randolph Keys      | Quad City Thunder | gennaio 1993  | rescissione    |
| C        | Georgi Gluškov     | Free agent        | gennaio 1993  | rescissione    |